# Team building

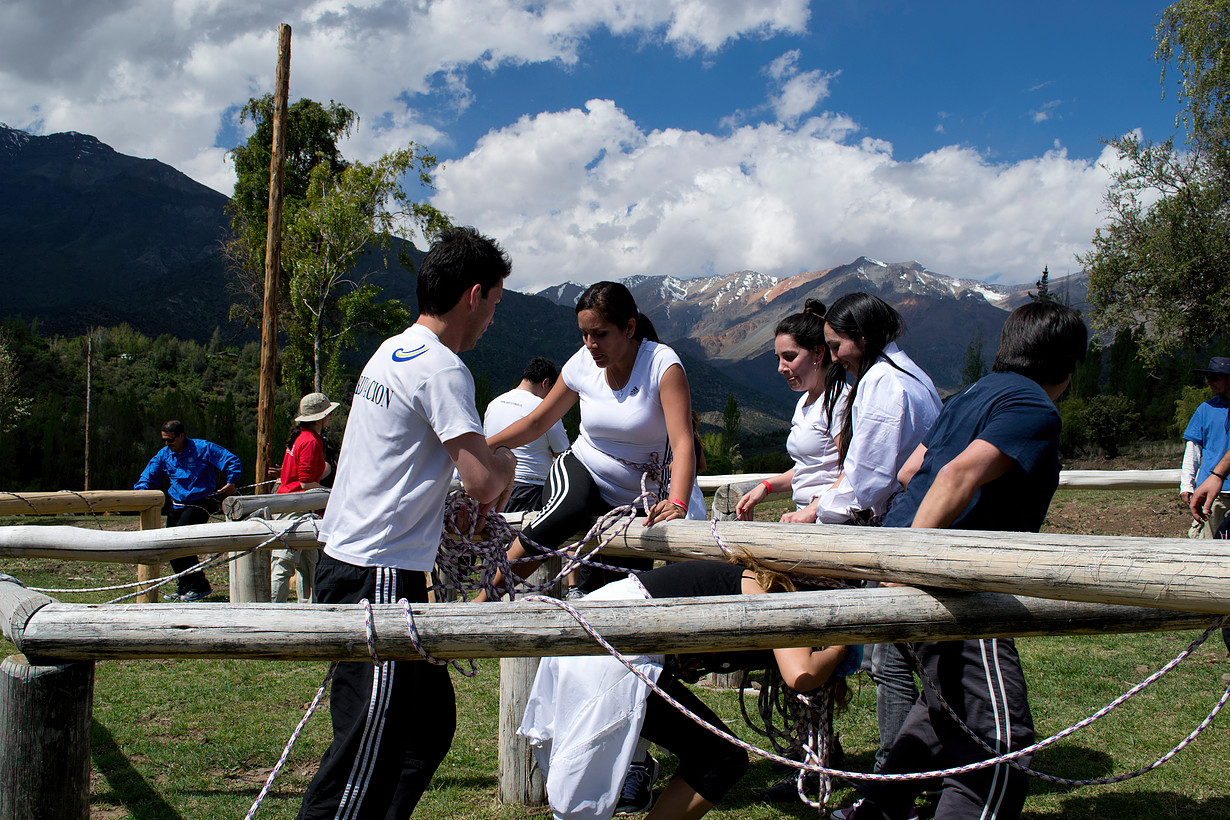

El Team Building o "construcción de equipos", es un término colectivo para definir un conjunto de actividades que busca formar equipos de alto desempeño y mejorar las relaciones interpersonales dentro de un grupo. Actualmente es una de las herramientas clave en el desarrollo organizacional y es aplicado a diversos tipos de grupos como son unidades militares, equipos deportivos, tripulaciones de vuelo, equipos de trabajo, altas gerencias en empresas e incluso grupos escolares entre otros.
En esencia este tipo de equipos, tiene la capacidad de cumplir con los objetivos de la organización, mediante el compromiso, y sin que esta disponibilidad suponga un aumento en los costes de producción.

## Orígenes
Sus orígenes remontan entre las décadas de 1920 y 1930, el predecesor fue William McDougal, psicólogo social y escritor de "the group mind", libro dónde empezó a hablar de la importancia de formar equipos de trabajo y las condiciones necesarias para que estos se generaran en un ambiente óptimo.
Más tarde Elton Mayo comenzó a estudiar la relación entre las condiciones de trabajo o ambiente laboral y la productividad, así como la importancia de que haya condiciones físicas positivas en el ambiente de trabajo, muestras de aprecio o reconocimiento constantes para los trabajadores. Básicamente comprobó que cuando el trabajador se siente bien su productividad aumenta, lo que llevó a que en las décadas siguientes muchos empresarios empezaran a darle la debida importancia a la integración a los equipos de trabajo. El team building para las empresas es una actividad que busca mejorar la comunicación, la resolución de conflictos, la definición de roles y los objetivos en un equipo de trabajo. A través de dinámicas y juegos se fomenta un ambiente sano y colaborativo entre los miembros del grupo, lo que les permite trabajar de manera más efectiva y alcanzar sus metas de manera más eficiente. 
En la actualidad John C. Maxwell autor y entrenador de renombre internacional dijo:" Como líder , la primera persona  a la que necesito liderar soy yo; la primera persona que debería cambiar soy yo.

## Actividades
Las actividades que están en un team building normalmente dependen mucho de su enfoque y de quien la realice. A modo de ejemplo, en algunos centros especializados se realizan las siguientes actividades o juegos:
1. Alianzas: se busca que después de separar a los integrantes por equipos, estos usen su ingenio para hacer alianzas y completar los resultados.
2. Modelajes: recreación de escenas críticas dónde los integrantes deben cumplir misiones bajo ciertas normas para terminar la actividad (ejemplo: escapar de un naufragio).
3. Búsqueda del Tesoro
4. Circuito Cuerdas
5. Clínicas temáticas (cocina, deportes, arte, entre otras).

Puede depender mucho, aunque estos son algunos estilos de team building conocidos, hay cientos de dinámicas, depende del resultado que se busque (confianza, integración, responsabilidad, cooperación, tolerancia, autoconocimiento, honradez, inteligencia emocional, calidad de trabajo, negociación, asertividad o liderazgo entre muchos otros). Además de que las actividades pueden variar, en algunos casos el team building se plantea más como un proceso que como una simple actividad y estos procesos pueden variar, de ser caminatas o excursiones de días u otros tipos de metodologías experienciales.

## Team building online
El Team Building Online son las actividades en remoto destinadas a unir equipos de trabajo que están físicamente distanciados.
Este tipo de dinámicas son utilizadas por empresas que han instaurado el teletrabajo o disponen de sedes internacionales en las que sus miembros están en contacto a través de las nuevas tecnologías de la información. 

### Origen del Team Building Online
Las experiencias de team building online están relacionadas con las empresas de tecnología desarrolladas en Silicon Valley durante los primeros años 2000. Teniendo como ejemplo a Google, que siempre ha fomentado la conexión y la cultura de equipo entre sus trabajadores.
Actividades como las reuniones informales o la formación de los trabajadores empezaron a combinarse con pequeñas dosis de entretenimiento online como actuaciones musicales online o la incorporación de juegos simples que podían jugarse en línea.
Si hay algo que marcó un antes y un después en el desarrollo del team building online fue la pandemia de COVID que comenzó en el año 2020. La instauración del teletrabajo en todas las empresas hizo que surgiera la necesidad de unir a los trabajadores de forma virtual. Algo que ha sido posible gracias al desarrollo de aplicaciones de videollamadas como Teams, Zoom o Google Meet.
Durante la pandemia la necesidad de entretener a las personas y de estar conectados hizo posible que muchos desarrolladores de juegos ofreciesen la posibilidad de organizar partidas online empleando sistemas de videollamadas. Actividades lúdicas que fueron utilizadas tanto por el sistema educativo como por las empresas.
El team building online no ha parado de desarrollarse y se ha convertido en uno de los métodos más efectivos y utilizados por las empresas para mejorar la comunicación y la productividad de los trabajadores. 

### Tipos de actividades
Actualmente existen muchas opciones de team building online adaptadas a las necesidades de cada empresa y desarrolladas en función de las preferencias y demanda de los clientes.
Entre la lista de actividades de team building online más populares se encuentran las siguientes:
-         Clases online: Normalmente relacionadas con la gastronomía como la preparación de recetas siguiendo las instrucciones de un chef que se conecta con el equipo y va dando pautas para desarrollar el plato. También hay clases de canto en las que los participantes suelen preparar una actuación final. 
-         Catas online: Otro de las actividades de team building son las catas online. Regularmente se especializan en el vino u otros licores que se envían a casa de los participantes previamente y que el día de la cata online disfrutan en conjunto siguiendo las explicaciones de un sumiller.
-         Escape rooms online: Los escape rooms se cuelen en casa a través de la pantalla de un ordenador. La mejor opción para garantizar la cohesión de los trabajadores es dividirlos por equipos y ofrecerles un escape room online con retos interesantes basados en enigmas de lógica, de búsqueda de localizaciones o incluso tareas con actores que se conectan en directo e interactúan con los jugadores. Monkey Donkey es una de las empresas que ofrecen en este tipo de juegos online para empresas garantizando la implicación y disfrute de todos los participantes mediante dinámicas sorprendentes y originales.
-         Concursos online: Esta actividad convierte a los jugadores en los protagonistas de un programa de televisión. Hay diferentes temáticas y tipos de pruebas donde se desarrolla la improvisación, la creatividad o los talentos artísticos, todo ello guiado por presentadores que animan y entretienen a los participantes para que la experiencia sea divertida y memorable. En Monkey Donkey disponen de este tipo de actividades de team building online con pruebas personalizadas y participativas.
-         Sesiones de risoterapia o de yoga: Muchas empresas organizan actividades en grupo para fomentar el trabajo en equipo. Algunas de las experiencias más populares pueden ser realizar una actividad deportiva en grupo como el yoga o participar en una sesión de risoterapia.
-         Gastronomía: El objetivo de este tipo de actividad es mejorar el trabajo en equipo cocinando, se trata de una meta bastante visual porque ayuda mucho a representar cómo cada detalle aportado por cada miembro del equipo cuenta y suma.

## Enfoques
Los Team Building según Salas, pueden tener uno o más enfoques entre los que destacan:
- Definir objetivos

Enfatiza los objetivos tanto colectivos como individuales. Los miembros del equipo buscan planificar e identificar caminos para alcanzar objetivos de forma exitosa, tratando de fortalecer la motivación y el sentido de pertenencia al grupo.
- Definir Roles

Busca mejorar el entendimiento entre los miembros del equipo definiendo roles y tareas, logrando entender la importancia de la estructura de trabajo y la interdependencia.
- Resolver problemas

Potencia la identificación de problemas dentro del equipo y el trabajar en conjunto para su solución.
- Relaciones interpersonales

Busca potenciar las habilidades del trabajo en equipo tanto recibiendo como dando apoyo, comunicando y compartiendo mediante un guía. Normalmente los equipos con menor cantidad de conflictos interpersonales son muchos más eficientes que otros.
En lo que se refiere al marco empresarial, como asegura Luis Alberto López, entrenador especializado en team building, estas actividades de team building consiguen una mejora notable en aspectos como:
- Liderazgo
- Escucha activa
- Buen ambiente entre los miembros del equipo
- Comunicación asertiva (o asertividad)
- Diversidad
- Espíritu proactivo...
- Colaboración estrecha entre sus miembros , y disponibilidad para trabajar conjuntamente.
- Están comprometidos , cohesionados, motivados, asumen roles distintos, conocen las metas a trabajar , son personas bien formadas y capacitadas.

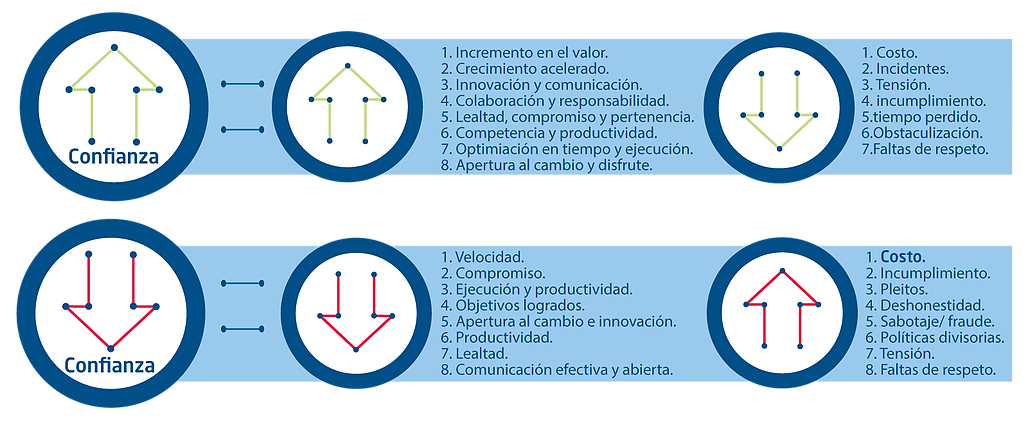
Beneficios de la confianza

A su vez, nos dice Stephen M. R. Covey, experto en desarrollo organizacional, escritor de "Speed of trust" y cofundador de la empresa con el mismo nombre. Que la importancia del team building en el desarrollo organizacional se ha incrementado en gran parte debido a su fortalecimiento en el campo de la confianza organizacional para la aceleración del crecimiento de una empresa, incremento en el valor, mejora de ejecución, incremento en las capacidades creativas y de innovación y fortalecimiento en la lealtad de los miembros de un equipo de trabajo. 
Ha demostrado que el fortalecer la confianza en un equipo de trabajo fortalece a su vez a toda la organización.
Un estudio hecho en el 2002 por Watson Wyatt reveló que el retorno total que adquieren los accionistas de una empresa puede tiende a ser hasta el triple en una organización de "alta confianza".
Otro estudio realizado en el 2005 por el Russell Investments Group citado en la revista "Fortune" dice que en las 100 mejores compañías para trabajar en América (además de que cabe mencionar que el criterio que las puso en esta lista se basa 60% en el índice de confianza), como declaró la revista "Los empleado atesoran la libertad de tomar la decisión que creen es la mejor y los mejores empleadores confían en ellos. Además estas compañías tuvieron ingresos hasta 4 veces más altos que las del resto de su competencia en los 7 años anteriores al estudio.

## Procesos y metodologías

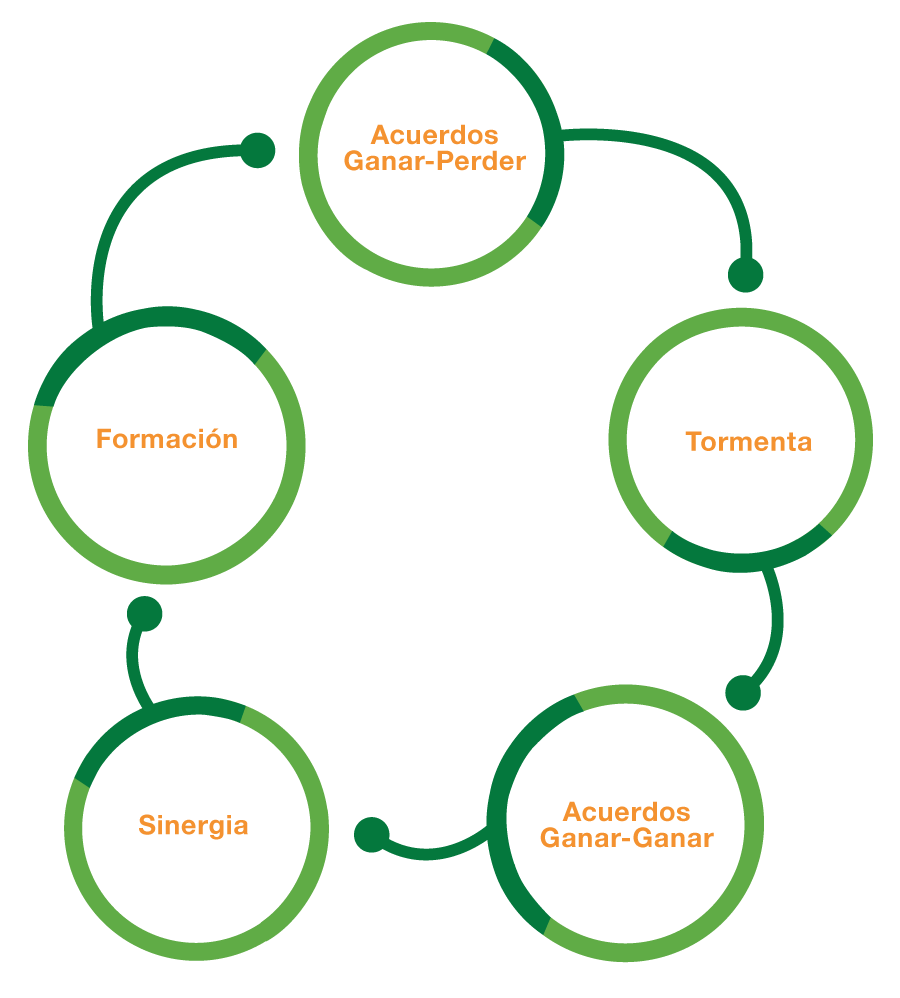
1.Formación: los miembros empiezan a conocerse y establecer relaciones desde un plano muy formal.
2.Acuerdos Ganar-Perder: se fijan los primeros acuerdos de relación, muchas veces implícitos y de orden ganar-perder, donde estos acuerdos no benefician del todo a todos los participantes.
3.Tormenta: con el tiempo estos acuerdos ganar-perder no duran, comienza la tormenta en el grupo ya que no hay acuerdos que beneficien al colectivo, solo a los particulares.
4.Acuerdos Ganar-Ganar: se redefinen los acuerdos de una manera explícita, los participantes descubren la necesidad de ceder y ser tolerantes para establecer nuevos acuerdos que beneficien al colectivo más que a los individuos.
5.Sinergia: Los acuerdos ganar-ganar comienzan a dar sus primeros frutos en la dinámica grupal, se logran objetivos manteniendo y engrandeciendo la integridad de los integrantes del equipo

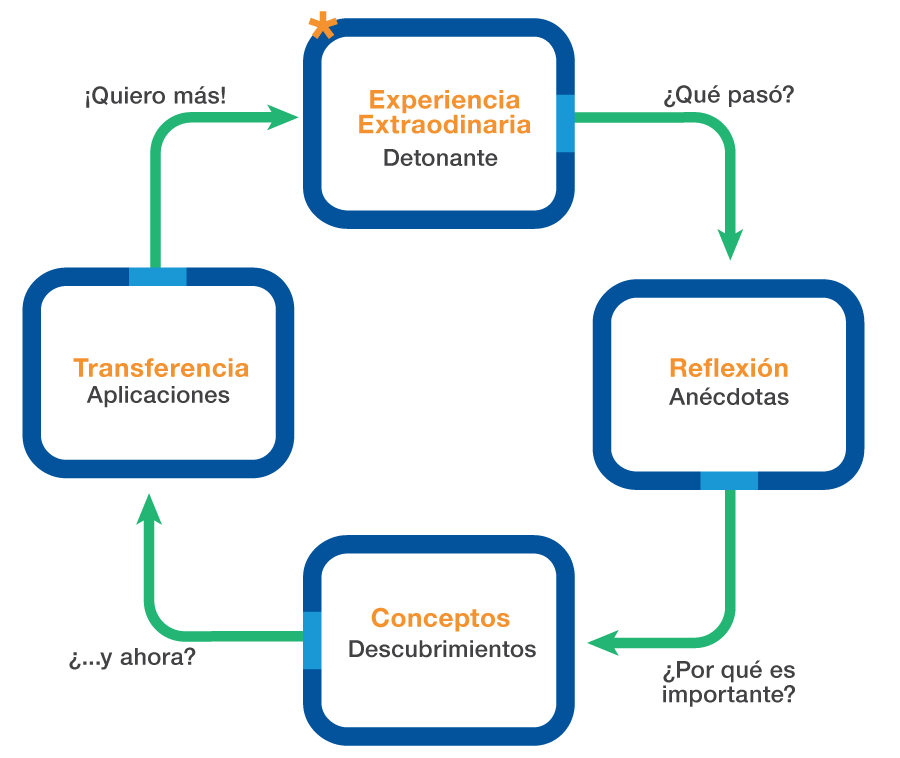
"generar las condiciones propicias para el aprendizaje experiencial, entendiendo este como la generación de conocimiento a través de experiencias transformadoras"

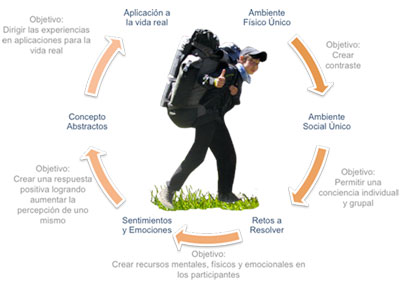
Metodología Outward Bound

En el Desarrollo Organizacional el Team-building tiene dos modalidades principales, por un lado, están las actividades individuales que pueden variar según el resultado deseado y por otro, se pueden generar procesos o metodologías que llevan a los integrantes a vivir una experiencia que los guíe a reflexionar para descubrir nuevos conceptos que finalmente se pueden transferir a la vida cotidiana. 
Una de las escuelas que más ha aportado a este campo ha sido Outward Bound, una escuela (u organización educativa) que surgió en la década de 1940 con la misión de entrenar a los marinos ingleses a través de educación experiencial para mejorar las habilidades sociales, desarrollo personal, carácter, seguridad, tenacidad, perseverancia y confianza con el fin de que mejorara su respuesta en momentos críticos y se elevara el índice de sobre-vivencia de los tripulantes durante las batallas navales que y los ataques marinos que se vivían durante la Segunda Guerra Mundial.
Más tarde, al finalizar la guerra, la escuela evolucionó y se expandió alrededor del mundo. Actualmente hay escuelas en más de 40 países y se ha convertido en un movimiento que alienta el desarrollo humano, de equipos, e inclusive alianzas pacíficas entre países que viven con conflictos constantes y que usan la metodología de Educación Experiencial de Outward Bound para crear experiencias que fomentan el crecimiento, mejora en las relaciones políticas e interpersonales y comunicación.
La experiencia busca formar equipos y crear un desacuerdo (o tormenta) entre los integrantes alentando que salgan a la luz los problemas que se viven en el día a día, en los equipos de trabajo para identificar los acuerdos invisibles (que suceden de manera inconsciente) "Ganar-Perder"  (dónde un integrante u una parte del grupo sale beneficiada a costa de que el resto del equipo salga perdiendo) y a través de la experiencia se lleguen a nuevas soluciones y acuerdos bajo el régimen "Ganar-Ganar" (todos salgan beneficiados por el acuerdo) con el fin de alcanzar la sistematización, elevación de la productividad y sinergia de los equipos de trabajo (construcción de equipos).

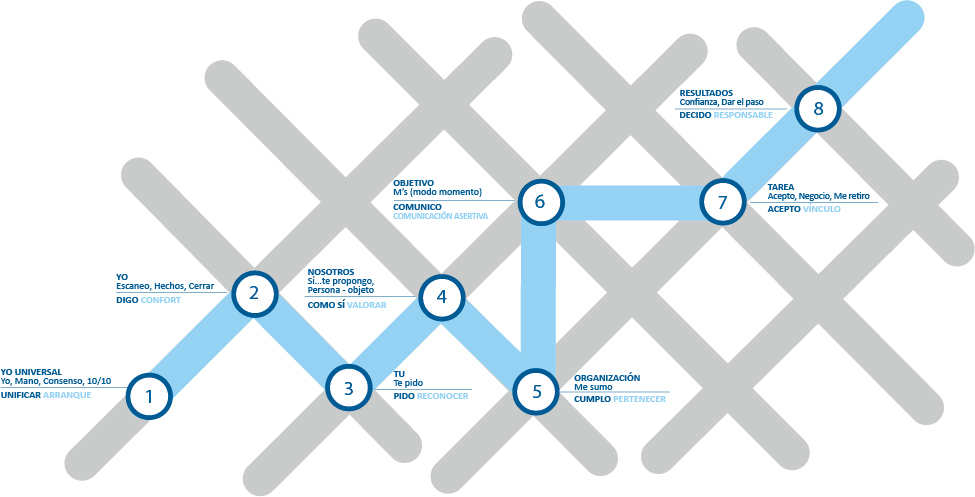
Ejemplo de etapas de educación experiencial para la construcción de equipos propuesto por Meliton Cross[https://web.archive.org/web/20190430222658/http://www.coscatl.com/integracion-equipos-de-trabajo

Finalmente los procesos de team-building mediante la educación experiencial también buscan instalar e implementar nuevas competencias en los equipos de trabajo, tomando el concepto de la autoactualización desarrollado por Abraham Maslow en el que explica que "el ser humano se configura constantemente a su mejor versión potencial posible de acuerdo a los recursos con los que cuenta, si se actualizan, aprenden o desarrollan nuevos recursos, se eleva el potencial y se reconfigura/autoactualiza la persona (su potencial, comportamiento y resultados)".
A partir de los estudios de Maslow, C. Roger, F. Perls y sus sucesores humanistas, se han creado diferentes metodologías para instalar herramientas que mejoren y eleven el potencial de los equipos de trabajo durante los procesos de team building para transformar el comportamiento de los equipos y mejorar la cultura laboral.

## Efectividad
Existen diversos estudios entre los efectos que tienen los team building en la construcción de equipos de trabajo. Hay artículos donde no se encuentran diferencias o mejoras considerables hay otros, donde muestran efectos relevantes. Por ejemplo, enfoque por objetivos y roles, ha mostrado un impacto en el grupo como proceso, mejorando tanto la definición de objetivos, procedimientos (roles) y resultados.
A la hora de organizar actividades team building en Madrid para empleados deben establecerse los objetivos que se esperan alcanzar, de manera que las actividades se desarrollen correctamente de acuerdo con el grupo y el contexto laboral que se quiera trabajar. De esta forma algunas actividades a realizarse son las que describimos a continuación.
Para que un team buiding tenga un verdadero impacto en el equipo de trabajo, es necesario que se cumplan algunos requisitos en su metodología:
1. Definir correctamente el objetivo: Tener claridad sobre lo que desea lograrse con las sesiones de team building es esencial para elegir las actividades y el enfoque que se dará a todo el evento.  El objetivo puede estar relacionado con resolver una problemática que obstaculiza al equipo para lograr resultados o puede estar dirigido a mejorar las capacidades que ya se tienen y llevarlo a un siguiente nivel de rendimiento y logro. Para ello, los expertos en team building en México sabrán aplicar distintas herramientas y hacer un diagnóstico organizacional efectivo.[16]
2. Elegir correctamente a las guías: Aunque las actividades de team buiding pueden ser tan variadas como la creatividad humana; los simples juegos o actividades experienciales no son necesariamente suficientes para lograr el objetivo del team buiding. Será necesario que los expertos que guían la actividad tengan suficientes habilidades para el manejo de grupos, resolución de conflictos y, sobre todo, mucha experiencia teórica y metodológica sobre cómo funcionan los equipos de alto rendimiento y las herramientas que han llevado a los más grandes a lograr sus resultados. De esta forma, se espera que los expertos en team building diseñen las actividades adecuadas para cada reto y tipo de organización de tal forma que las habilidades desarrolladas se vean reflejadas en la productividad y clima laboral cotidiano.
3. Profesionalidad, especialización y capacidad de trabajo en equipo.
4. Capacidad de adaptación
5. Prepárate para proporcionar feedback continuado y supervisar los avance.[17]